# Xu Anqi
Xu Anqi (chiń. 许安琪 ur. 23 stycznia 1992 w Nankinie) – chińska szpadzistka, dwukrotna medalistka olimpijska i czterokrotna medalistka mistrzostw świata.
Na igrzyskach olimpijskich w Londynie w 2012 roku wspólnie z Luo Xiaojuan, Sun Yujie i Li Na wywalczyła drużynowo złoty medal. Indywidualnie nie startowała. Podczas rozgrywanych cztery lata później igrzysk olimpijskich w Rio de Janeiro w 2016 roku reprezentacja Chin w składzie: Hao Jialu, Sun Yiwen, Sun Yujie i Xu Anqi zdobyła srebrny medal w zawodach drużynowych. W rywalizacji indywidualnej tym razem zajęła 17. miejsce. Brała też udział w igrzyskach w Tokio, gdzie Chinki zajęły czwarte miejsce drużynowo, przegrywając walkę o trzecie miejsce z Włoszkami 21-23.
Podczas mistrzostw świata w Budapeszcie w 2013 roku zdobyła drużynowo srebrny medal. W tej samej konkurencji zdobyła również złoty medal na mistrzostwach świata w Moskwie w 2015 roku, startując razem z Hao Jialu, Sun Yiwen i Sun Yujie. Na tej samej imprezie była też trzecia indywidualnie, plasując się za Włoszką Rossellą Fiamingo i Emmą Samuelsson ze Szwecji. Reprezentacja Chin w składzie: Hao Jialu, Sun Yujie, Sun Yiwen i Xu Anqi odniosła też zwycięstwo podczas mistrzostw świata w Budapeszcie w 2019 roku.
Zdobyła ponadto srebrny medal drużynowo i brązowy indywidualnie na igrzyskach azjatyckich w Kantonie w 2010 roku oraz złoty drużynowo podczas igrzysk azjatyckich w Inczon w 2014 roku. Wielokrotnie zdobywała medale mistrzostw Azji, w tym między innymi złoty indywidualnie na MA w Szanghaju (2013) i MA w Singapurze (2015) oraz drużynowo podczas MA w Seulu (2010), MA w Seulu (2011), MA w Wakayamie (2012) i MA w Szanghaju (2013).